# Jüdischer Friedhof (Pyskowice)

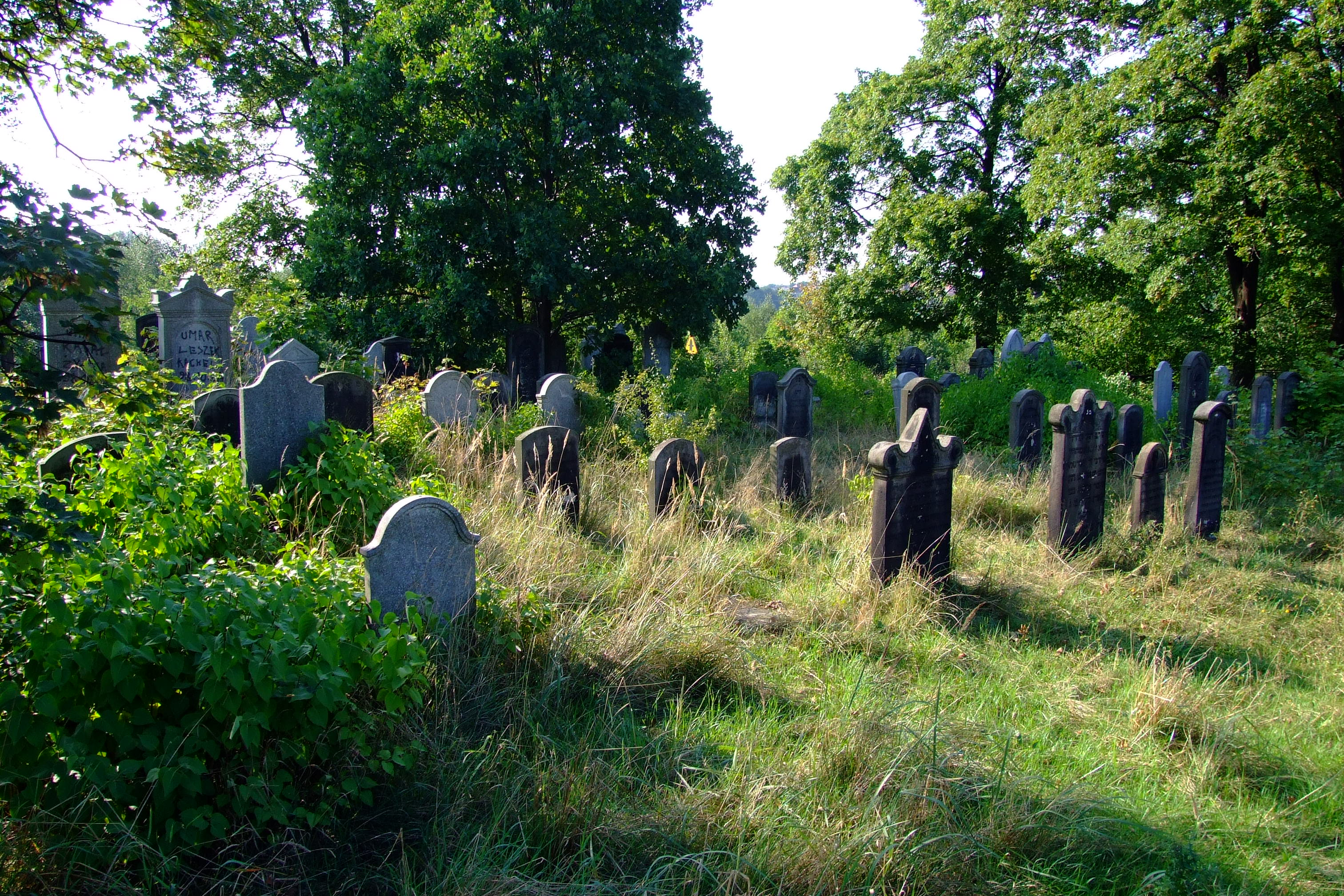
Jüdischer Friedhof in Pyskowice

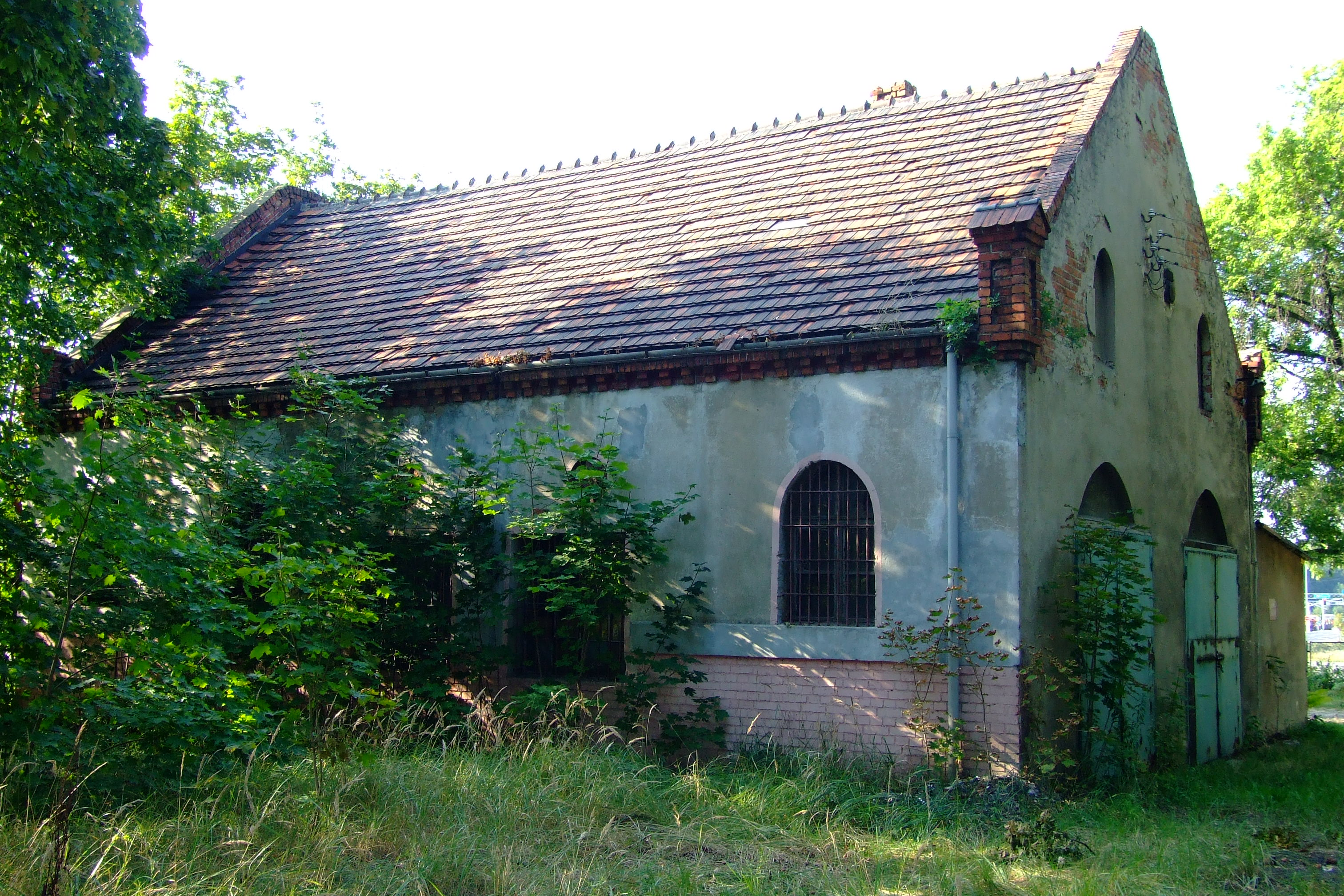
Trauerhalle

Der Jüdische Friedhof in Pyskowice (deutsch Peiskretscham), einer Stadt in der Woiwodschaft Schlesien in Polen, wurde 1830 angelegt.
Der jüdische Friedhof an der Straße nach Gliwice hat eine Fläche von 0,6 Hektar. Heute sind noch etwa 150 bis 200 Grabsteine erhalten. Die Trauerhalle ist nur noch eine Ruine.